# Fiscalia europea
La Fiscalia Europea (EPPO, en les seves sigles angleses) és un ens independent de la Unió Europea prevista pel Tractat de Lisboa i constituït, com cooperació reforçada, entre 23 dels 27 membres de la UE, l'octubre de 2020. Té la seu a Luxemburg, com el Tribunal de Justícia de la Unió europea i el Tribunal de Comptes Europeus.

Estats membres UE participants
Estats membres UE no participants

## Funcions i estructura
La Fiscalia Europea s'encarrega d'investigar i perseguir fraus contra els pressupostos de la UE i d'altres delictes contra els interessos financers de la UE, inclosos fraus relatius als fons de la UE superiors a 10.000 € i casos de frau sobre l'IVA transfronterer que comportin danys superiors a 10 milions d'euros. Anteriorment, solament les autoritats estatals podien investigar i perseguir aquests delictes i no podien actuar més enllà de llurs fronteres. Paral·lelament, OLAF, el Eurojust i el Europol no tenien capacitat d'actuar.
És un organisme descentralitzat amb delegats fiscals europeus en cadascun dels estats membres participants. L'oficina central compta amb una fiscal en cap europea que té 23 fiscals europeus sota la seva supervisió, a més de personal tècnic i investigador. La fiscalia europea pot requerir la detenció d'un sospitós, però ho ha de confirmar també l'autoritat estatal competent.

## Creació
La Comissió Europea va adoptar una Proposta de reglament per a la Fiscalia europea, el 17 de juliol 2013, en base al fonament jurídic present en el tractat de Lisboa per instituir aquesta Oficina. En canvi, el febrer de 2017, el Consell de la Unió Europea va concloure que no hi havia consens entre els Estats membres sobre la Proposta de reglament.
Són 22 els estats membres de la UE que participen en la cooperació reforçada. El Reglament original va ser adoptat per 20 estats membres. Altres membres de la UE s'han anat afegit, amb l'excepció de Dinamarca, que ha optat per l'exclusió en matèria de cooperació judicial i policial en matèria penal.
Els Països Baixos van demanar l'adhesió a la Fiscalia Europea el 14 maig de 2018. La seva participació va ser aprovada per la Comissió l'1 d'agost de 2018. Malta va demanar d'accedir-hi el 14 juny 2018 i la seva participació va ser aprovada el 7 agost de 2018.